# 肯塔基州众议院
肯塔基众议院（英語：Kentucky House of Representatives）是美国肯塔基总议会的下议院。肯塔基众议院共有100名由小选区选出的议员组成，每届任期2年。肯塔基州众议院领导人为众议院发言人。现任众议院发言人为民主党人Greg Stumbo，于2009年1月12日上任。

## 历史
1792年，在肯塔基州宣布独立不久以后，肯塔基州众议院的第一次会议在列克星敦开幕。在第一次议会将法兰克福永久作为该州首府。
在肯塔基州的女性获得选举权以后，1922年Mary Elliott Flanery获选为肯塔基州众议院的首位女议员，她同时也是梅森-迪克森線以南的首位女性议员。
2017年，共和党成为了州议院的多数党。